# 29. август
29. август (29.08.) је 241. дан у години по грегоријанском календару (242. у преступној години). До краја године има још 124 дана.

## Догађаји
- 1189 — Дубровник је склопио уговор са босанским баном Кулином којим се Дубровчанима даје слобода трговања у Босни без икаквих ограничења и намета. Уговор је један од најстаријих сачуваних докумената у региону.
- 1521 — Турци су под командом султана Сулејмана I Величанственог освојили Београд и прогласили га за седиште Смедеревског санџака. Београд је постао погранична тврђава из које је турска војска нападала Угарску и Аустрију.
- 1526 — У бици код Мохача турска војска под командом Сулејмана II Величанственог победила је трупе мађарског краља Лудовика II, који се приликом повлачења утопио у реци. Угарска држава се распала на три дела: један је потпао под Турке, другим је завладао угарски владар Јован Запоља, а трећи је дошао под власт Хабзбурга, који су након Запољине смрти 1540. преузели угарски престо.
- 1756 — Нападом на Саксонију, пруски краљ Фридрих II Велики је отпочео Седмогодишњи рат, први оружани сукоб свих европских сила који се потом пренео на ратишта у Азији и Северној Америци. Завршен је 10. фебруара 1763. миром у Паризу.
- 1820 — У Порту у Португалу је почела грађанска револуција која је присилила краља Жоаоа VI да 1821. донесе либерални устав, којим су укинути инквизиција и привилегије феудалаца.
- 1825 — Португал је признала независност Бразила под царем Педром I.
- 1842 — Завршен је Први опијумски рат између Кине и Велике Британије споразумом о миру у Нанкингу, према којем је Кина морала да отвори своје луке за европску трговину под екстериторијалном режиму, а Хонгконг да препусти Британцима.
- 1873 — Завршен шаховски турнир у Бечу победом Џозефа Хенрија Блекбурна.
- 1885 — немачки инжењер Готлиб Дајмлер патентирао је први мотоцикл.
- 1943 — У побуни против немачке окупације Данска је у Другом светском рату потопила своју флоту од 30 ратних бродова и неколико подморница.
- 1944 — На захтев избегличке владе Краљевине Југославије краљ Петар II Карађорђевић посебним указом одузео је команду генералу Дражи Михаиловићу и позвао Југословенску војску у отаџбини да се стави под команду Јосипа Броза Тита. Краљева одлука објављена је преко радија 12. септембра.
- 1945 — Трупе САД под командом генерала Џорџа Маршала почеле су у Другом светском рату искрцавање на тло пораженог Јапана.
- 1949 — СССР је у тајности извео прву експлозију атомске бомбе. Вест о томе објавиле су 22. септембра САД, Велика Британија и Канада.
- 1965 — Амерички васионски брод „Џемини V“, са астронаутима Гордоном Купером и Чарлсом Конрадом спустили су се у Атлантик након рекордних осам дана проведених у земљиној орбити.
- 1978 — Председник Централног комитета Комунистичке партије Кине Хуа Гуофенг посетио је Румунију, Југославију и Иран. То је означило прекид изолације Кине из међународних активности, која је почела одлуком о „Културној револуцији“ у тој земљи у августу 1966.
- 1991 — Совјетски парламент је суспендовао Комунистичку партију и замрзао њене банковне рачуне, под оптужбом да је била умешана у покушај државног удара (19-22. августа).
- 1995 — Под снажним међународним притиском, руководства СР Југославије и Републике Српске договорила су се о формирању јединствене делегације која ће учествовати у мировном процесу у Босни, а председник Србије Слободан Милошевић овлашћен је да преговара у име целе делегације.
- 1996 — Руски авион „Тупољев Ту-154“, који је превозио рударе на удаљено арктичко острво, ударио је у један планински врх у Норвешкој. У тој најтежој авионској несрећи на норвешком тлу погинули су сви путници и чланови посаде (141).
- 1997 — Убиство 300 људи у једном алжирском селу једно је од најгорих крвопролића које су извршили исламисти у тој земљи.
- 1998 — У несрећи кубанског авиона при полетању са аеродрома у Куиту (Еквадор) погинуло је 79 људи.
- 1999 — Становници Источног Тимора су, упркос страху од насиља, изашли на историјски референдум, на којем се 99% изјаснило за одвајање од Индонезије.
- 2001 — Врховни суд САД осудио је тројицу директора једне електронске фирме из округа Марин (Калифорнија) за илегалну продају опреме Индији, коју би она могла употребити за прављење нуклеарног оружја.
- 2013 — Отворена је прва продавница H&M у Србији, у Делта ситију (Београд).

## Рођења
- 1619 — Жан Батист Колбер, француски државник. (прем. 1683)
- 1632 — Џон Лок, енглески филозоф. (прем. 1704)
- 1862 — Морис Метерлинк, белгијски књижевник, добитник Нобелове награде за књижевност (1911). (прем. 1949)
- 1915 — Ингрид Бергман, шведска глумица. (прем. 1982)
- 1920 — Чарли Паркер, амерички џез саксофониста и композитор. (прем. 1955)
- 1923 — Ричард Атенборо, енглески глумац, редитељ и продуцент. (прем. 2014)
- 1935 — Вилијам Фридкин, амерички редитељ, продуцент и сценариста. (прем. 2023)
- 1936 — Џон Макејн, амерички политичар и сенатор. (прем. 2018)
- 1937 — Момчило Спремић, српски историчар, универзитетски професор и академик.[1]
- 1938 — Елиот Гулд, амерички глумац.
- 1939 — Џон Бардон, енглески глумац. (прем. 2014)
- 1939 — Џоел Шумахер, амерички редитељ, сценариста и продуцент. (прем. 2020)
- 1941 — Бора Дрљача, српски певач. (прем. 2020)
- 1943 — Артур Макдоналд, канадски астрофизичар, добитник Нобелове награде за физику (2015).
- 1947 — Џејмс Хант, енглески аутомобилиста, возач Формуле 1. (прем. 1993)
- 1956 — Џи Џи Алин, амерички панк рок музичар. (прем. 1993)
- 1958 — Олга Одановић, српска глумица.
- 1958 — Мајкл Џексон, амерички музичар и забављач. (прем. 2009)
- 1959 — Ребека Де Морнеј, америчка глумица и продуценткиња.
- 1959 — Милена Стевановић, научни саветник Института за молекуларну генетику и генетичко инжењерство у Београду и редовни је професор Биолошког факултета Универзитета у Београду.[2].
- 1960 — Предраг Вушовић, хрватски глумац. (прем. 2011)
- 1969 — Лусеро, мексичка музичарка, глумица и ТВ водитељка.[3]
- 1971 — Карла Гуџино, америчка глумица.
- 1971 — Кендис Кејн, америчка глумица и уметница.
- 1976 — Јон Дал Томасон, дански фудбалер и фудбалски тренер.
- 1980 — Марија Килибарда, српска новинарка и водитељка.
- 1981 — Саша Братић, српски кошаркаш.
- 1981 — Димитрије Војнов, српски драматург, сценариста, глумац и филмски критичар.
- 1982 — Карлос Делфино, аргентински кошаркаш.
- 1982 — Дадо Полумента, црногорски певач.
- 1982 — Предраг Сикимић, српски фудбалер.
- 1983 — Јелена Марјановић, српска певачица. (прем. 2016)
- 1986 — Леа Мишел, америчка глумица и певачица.
- 1987 — Марко Подрашчанин, српски одбојкаш.
- 1988 — Иван Радовановић, српски фудбалер.
- 1989 — Бранислав Трајковић, српски фудбалер.
- 1991 — Дешон Томас, амерички кошаркаш.
- 1993 — Лијам Пејн, енглески музичар, најпознатији као члан групе One Direction. (прем. 2024)
- 1993 — Матеуш Поњитка, пољски кошаркаш.
- 1999 — Вељко Николић, српски фудбалер.

## Смрти
- 1960 — Хаза ел Маџали, јордански премијер.
- 1975 — Ејмон де Валера, ирски државник. (рођ. 1882)
- 1982 — Ингрид Бергман, шведска глумица. (рођ. 1915)
- 1936 — Велимир Лукић, књижевник, управник Народног позоришта у Београду, директор ТВ Београд. (прем. 1997)[4]
- 2016 — Џин Вајлдер, амерички глумац. (рођ. 1933)

## Празници и дани сећања
- Српска православна црква данас прославља:
  - Свети Јевстатије II, архиепископ српски
  - Преподобни Роман
  - Свети Рафаило Банатски